# Hope Summers
Sarah Hope Summers (* 7. Juni 1896 in Mattoon, Illinois; † 22. Juni 1979 in Woodland Hills, Los Angeles, Kalifornien) war eine US-amerikanische Schauspielerin.

## Leben
Summers besuchte die Northwestern School of Speech in Evanston, wo sie nach ihrem Abschluss auch als Lehrerin arbeitete. Später wechselte sie an die Bradley University in Peoria. Erst in den 1930er Jahren strebte sie eine Schauspielkarriere an und begann diese an lokalen Theatern und bei lokalen Radiosendern. 1951 erhielt sie die Rolle der Belinda Catherwood in einer frühen Seifenoper namens Hawkins Falls, Population 6200. Erst mit weit über 50 Jahren hatte sie 1957 im Thriller 714 antwortet nicht ihr Spielfilmdebüt. Weitere, meist kleine Filmrollen hatte sie unter anderem in Robert Wises Filmdrama Laßt mich leben, Stanley Kramers Justizdrama Wer den Wind sät, William Wylers Literaturverfilmung Infam, Roman Polańskis Horrorfilm Rosemaries Baby sowie in Henry Hathaways Western Todfeinde.
Ab Beginn der 1950er Jahre spielte Summers regelmäßig Gastrollen in Serien wie Alfred Hitchcock Presents und Rauchende Colts. Eine gewisse Bekanntheit beim US-amerikanischen Fernsehpublikum erlangte sie durch die wiederkehrenden Gastrolle der Hattie Denton in der Westernserie Westlich von Santa Fé, die sie zwischen 1958 und 1960 in sechzehn Episoden darstellte. Zwischen 1961 und 1968 war sie als Clara Edwards in 32 Folgen der Andy Griffith Show zu sehen. Eine ihrer letzten Rollen hatte sie 1978 in der Chevy-Chase-Filmkomödie Eine ganz krumme Tour, im darauf folgenden Jahr verstarb sie an Herzinsuffizienz.

## Filmografie (Auswahl)

### Film
- 1958: Laßt mich leben (I Want to Live!)
- 1960: Wer den Wind sät (Inherit the Wind)
- 1961: Claudelle und ihre Liebhaber (Claudelle Inglish)
- 1961: Infam (The Children’s Hour)
- 1962: Abenteuer in Rom (Rome Adventure)
- 1963: Sommer der Erwartung (Spencer’s Mountain)
- 1965: Vierzig Wagen westwärts (The Hallelujah Trail)
- 1968: Rosemaries Baby (Rosemary’s Baby)
- 1968: Todfeinde (5 Card Stud)
- 1969: Hass (The Learning Tree)
- 1973: Der große Coup (Charley Varrick)
- 1978: Eine ganz krumme Tour (Foul Play)

### Fernsehen
- 1956: Alfred Hitchcock Presents
- 1958–1963: Rauchende Colts (Gunsmoke, 3 Folgen)
- 1958–1960: Westlich von Santa Fé (The Rifleman, 16 Folgen)
- 1959: Maverick
- 1959: Law of the Plainsman
- 1959: Kein Fall für FBI (The Detectives, Folge 1x10)
- 1961–1968: Andy Griffith Show
- 1962: 77 Sunset Strip
- 1970: Verliebt in eine Hexe (Bewitched)
- 1971: Hawaii Fünf-Null (Hawaii Five-O)
- 1973: M*A*S*H
- 1975: Starsky & Hutch
- 1976: Unsere kleine Farm (Little House on the Prairie)